# Precinct de Lancaster
Le precinct de Lancaster est un precinct électoral situé au nord-ouest du comté de Wabash dans l'Illinois, aux États-Unis. En 2010, ce precinct comptait une population de 559 habitants.

## Source de la traduction
- (en) Cet article est partiellement ou en totalité issu de l’article de Wikipédia en anglais intitulé « Lancaster Precinct, Wabash County, Illinois » (voir la liste des auteurs).